# Parlement croupion allemand
Cet article concerne parlement croupion allemand. Pour parlement croupion anglais, voir parlement croupion.
Le parlement croupion allemand (Rumpfparlament en allemand) est le nom donné aux députés issus du parlement de Francfort, la première assemblée nationale allemande élue, ayant décidé de continuer à siéger après son déménagement vers Stuttgart.
Ce second parlement siège du 6 juin jusqu'au 18 juin 1849.
Le nom renvoie de manière humoristique au parlement croupion anglais de la House of Commons, qui s'était formé après qu'Oliver Cromwell ait expulsé hors du parlement tous les députés dissidents en 1648.
Le parlement croupion allemand est la dernière tentative de sauvetage d'une structure parlementaire et démocratique pour l'ensemble des États de la confédération germanique lors de la révolution de mars de 1848.
Il représente également la scission qu'a connue le parlement de Francfort durant son existence entre libéraux modérés et radicaux-démocrates allemands.
Les libéraux modérés et les conservateurs ont en effet abandonné leurs postes de députés à l'assemblée nationale en mai 1849 après avoir constaté leur échec d'unifier le pays sous le régime de la monarchie constitutionnelle.
Les députés de gauche, démocrates, restent en fonction et déménagent à Stuttgart, afin non seulement de tenter de continuer le travail de l'assemblée de Francfort, même si sa mise en application semble compromise, mais également pour organiser le mouvement démocratique et révolutionnaire.

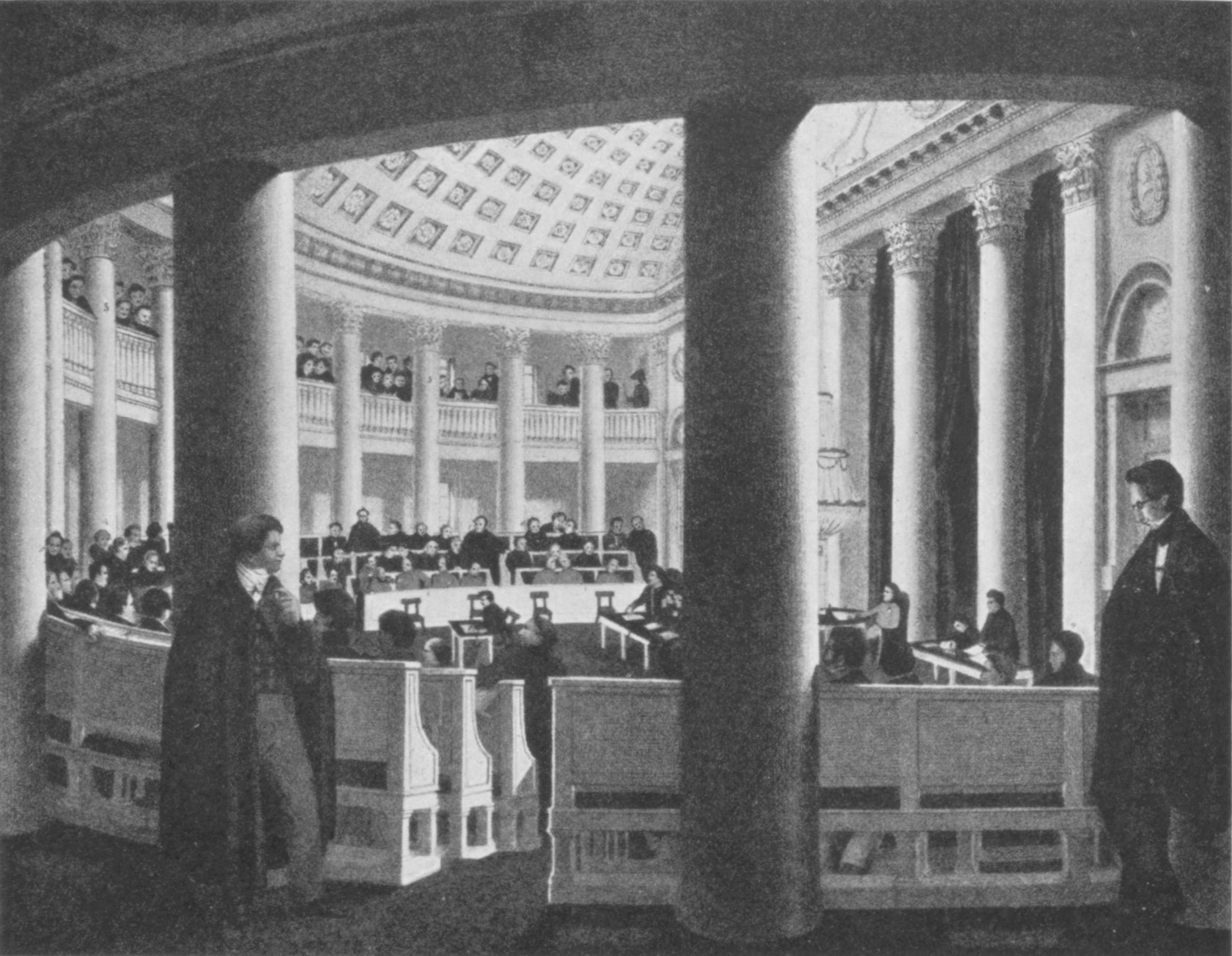
L'hémicycle du parlement de Stuttgart, lieu où siège le parlement croupion, dessin de Jakob Heinrich Renz d'après un croquis de Julius Nisle.

## Fin du parlement de Francfort
Après le refus du roi de Prusse Frédéric-Guillaume IV d'accepter la couronne impériale que lui propose la Kaiserdeputation le 3 avril 1849 et la ratification de la constitution de Francfort de seulement quelques États membres de la confédération germanique de moyenne taille, le travail du parlement de Francfort peut être considéré comme un échec,.
À partir du 5 mai, les grandes monarchies que sont la Prusse, l'Autriche, la Saxe, le Hanovre, le Bade  décident tour à tour de retirer leurs députés du parlement pour des raisons politiques.
De nombreux députés libéraux, favorables à la monarchie constitutionnelle, démissionnent à cause de l'échec de l'assemblée nationale, mais aussi à cause des nombreuses émeutes qui éclatent dans les frontières de la confédération dans le cadre de campagne pour la constitution du Reich, voulant éviter à tout prix l'anarchie. Ainsi la plus grande partie de la fraction casino quitte l'hémicycle le 20 mai, un second groupe important part le 26 mai.
Le 26 mai, à cause du peu de députés présents dans l'hémicycle, l'assemblée nationale décide de descendre la barre du nombre de députés nécessaires pour valider une décision à 100 votants.
À quelques exceptions près, les seuls députés encore présents sont issus des rangs de la gauche, modérée et radicale. Les deux ailes s'unissent le 19 mai. Leurs objectifs sont différents, l'aile modérée souhaite rester au parlement pour garder une chance de tenir les élections prévues le 15 juillet qui doivent mener à la création du Reichstag dont la première séance est prévue pour le 22 août ; l'aile radicale par contre veut mener la révolution depuis le parlement,. Cela conduit la ville de Francfort sous pression de la Prusse à préparer l'évacuation des députés restants.
Le 30 mai, l'assemblée nationale, où ne reste que 130 députés décide en conséquence d'accepter l'invitation du député originaire du Wurtemberg Friedrich von Römer, qui est également ministre de la justice de son royaume, de déménager l'assemblée nationale vers Stuttgart. Cette solution semble avantageuse, d'abord parce que le roi de Wurtemberg vient de ratifier la constitution le 25 avril sous la pression des révolutionnaires, ce qui fait de l'État le premier royaume à la ratifier et assure du soutien populaire. Ensuite parce qu'il se trouve hors de la sphère d'influence de la Prusse et inversement proche du pays de Bade, bastion du mouvement démocrate.

## Radicalisation du parlement croupion

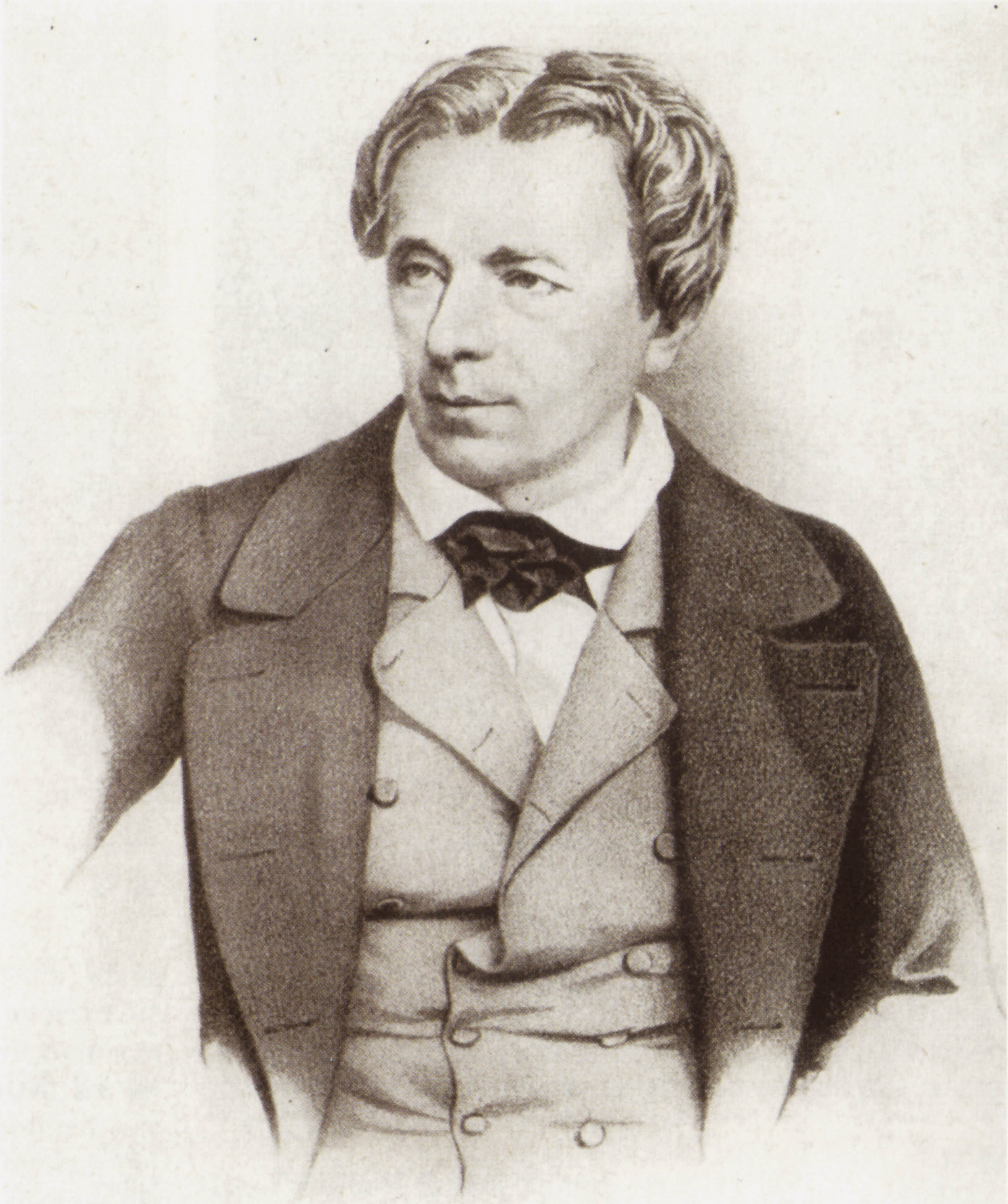
Friedrich Römer, dessin de Valentin Schertle en 1848

Les 104 députés restants siègent pour la première fois à Stuttgart le 6 juin dans l'hémicycle du parlement local,,. Le fait qu'il siège à cet endroit montre le consentement tacite du gouvernement du Wurtemberg. Celui-ci par contre refuse d'accéder aux requêtes des députés d'obtenir des moyens financiers et des fonctionnaires.
Wilhelm Loewe est élu président de l'assemblée, l'ancien président Theodor Reh ayant démissionné. Le pouvoir central provisoire, tout comme le régent impérial Jean-Baptiste d'Autriche, ne reconnaissent pas le nouveau parlement, qui en réponse suspend leurs fonctions. Pour les remplacer, le nouveau parlement nomme un nouveau organe directeur constitué de Raveaux, Vogt, Simon, Schüler et August Becher (de).
La plus importante commission est le « comité des quinze », remplaçant le comité pour la mise en place de la constitution du Reich.
Le nouveau lieu des séances et le nouveau comité directeur ne peuvent cependant pas dissimuler que le parlement croupion ne dispose d'aucun pouvoir réel, ni d'ailleurs d'une véritable légitimation ou d'un lien avec les événements politiques en Allemagne à ce moment-là.
Römer écrit ainsi le 17 juin à Loewe : « Je ne veux pas me disputer avec lui à propos de l'existence légale d'une assemblée nationale réduite à 100 membres.
Personnellement je reconnais qu'il revient à l'assemblée nationale de modifier son règlement intérieur sur le point du nombre de députés nécessaires pour prendre une décision, encore et encore jusqu'à 3 membres.
Mais quand on parle de la reconnaissance des décisions d'une telle assemblée, alors, d'après moi, on ne peut plus penser qu'en terme juridique ».

## Dissolution du parlement
Avec la campagne pour la constitution du Reich, qui crée de nombreuses émeutes, notamment dans le pays de Bade et le palatinat voisin, le gouvernement du Wurtemberg regrette son invitation envers le parlement quelques jours seulement après l'avoir envoyée.
Le parlement croupion se radicalise de plus en plus et appelle à la désobéissance civile ainsi qu'à la résistance militaire contre les États ne reconnaissant pas la constitution en voulant former une armée du Reich.
Le gouvernement du Wurtemberg a également peur d'une incursion des troupes prussiennes après leurs combats dans le pays de Bade pour mater le parlement croupion. 

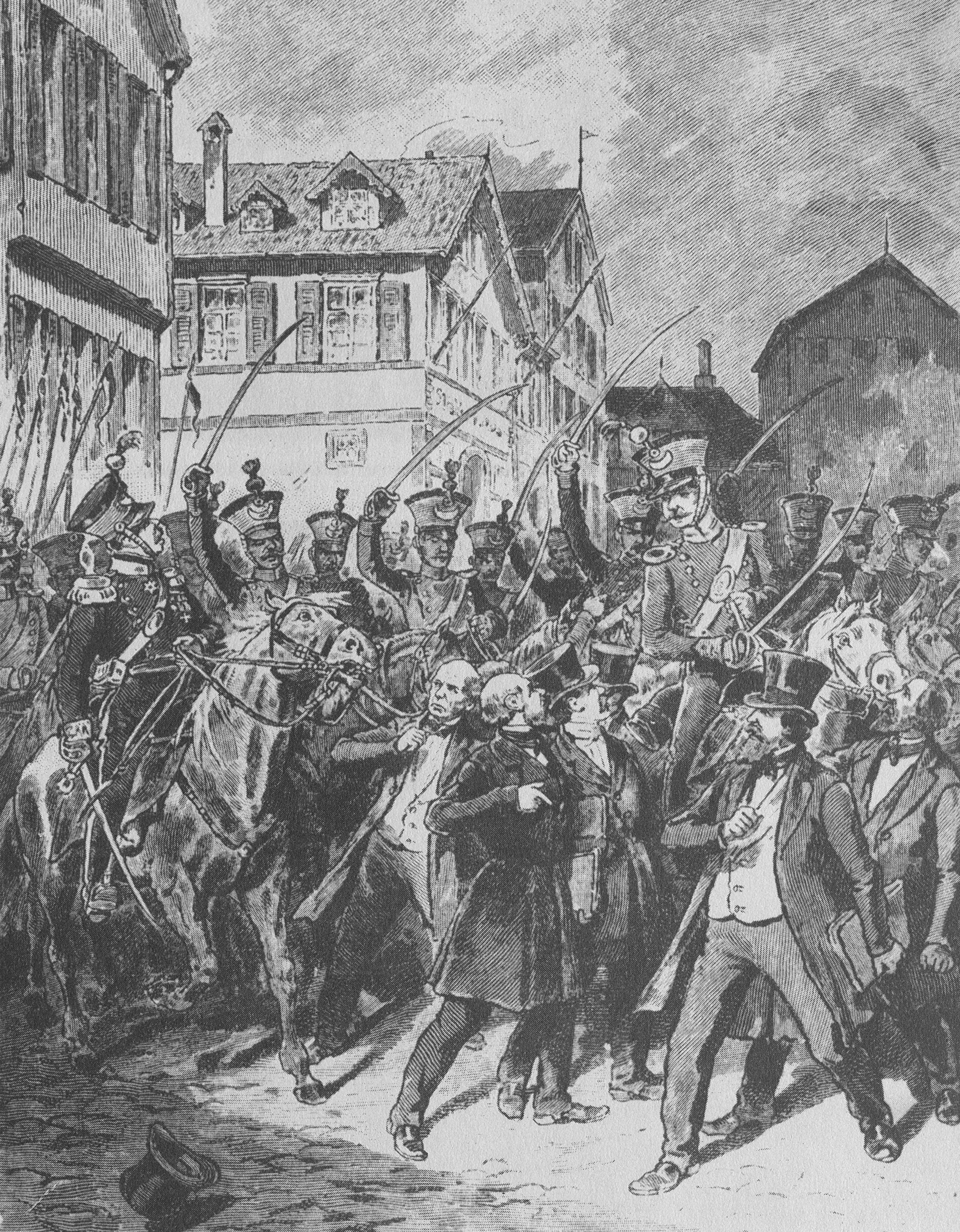
Dissolution du parlement croupion le 18 juin 1849 : les dragons du Wurtemberg dispersent les députés qui tentent de se barricader, illustration de 1893

Römer démissionne dès la première séance le 6 juin pour montrer son désaccord avec le fait que le nouvel organe directeur, se considérant comme étant le successeur du pouvoir central provisoire, considère avoir un pouvoir supérieur aux États membres de la confédération germanique, et ceux sans aucun lien avec la réalité politique du moment. Römer y voit une menace pour l'autonomie politique du Wurtemberg et ne peut cautionner de tels agissements. Dès la séance du 8 juin, le parlement doit quitter l'hémicycle du parlement du Wurtemberg et chercher un autre lieu pour débattre.
Le 17 juin au soir, Römer déclare au président du parlement que : « le gouvernement du Wurtemberg se trouve dans la situation, de ne plus pouvoir tolérer que les séances de la présente assemblée nationale et que le siège du directoire choisi ici le 6 de ce mois aient lieu dans Stuttgart et le Wurtemberg ».
Le 18 juin, l'armée locale occupe le siège du parlement, le Fritz’sche Reithaus avant l'ouverture de la séance.
La manifestation improvisée par les 99 députés restants en direction de la salle est rapidement dispersée sans effusion de sang par les militaires. Les députés qui ne sont pas originaires du Wurtemberg sont expulsés.
Le directoire autour de Raveaux fuit vers Baden-Baden en passant par Fribourg-en-Brisgau. Ils se rencontrent dans la station balnéaire le 22 juin, et décident avec d'autres députés de se rendre à Karlsruhe, afin d'y rencontrer le gouvernement révolutionnaire badois et d'implanter dans la ville l'assemblée national. Cependant le même jour, les révolutionnaires badois subissent une défaite décisive à la bataille de Waghäusel qui les oblige à battre en retraite en ordre dispersé, sachant qu'une seconde armée prussienne vient de passer le Rhin aux alentours de Germersheim.
Le directoire décide donc de faire demi-tour et de revenir à Fribourg, où il s'installe le 24 juin. Le 30 juin, ses membres fuient de nouveau, cette fois vers la Suisse quand des troupes arrivent.

## Source
Les comptes rendus de séance du parlement croupion sont conservés aux archives fédérales de Coblence sous la référence DB 51. 

## Citations
1. ↑  « Ich will mit Ihnen nicht streiten über den rechtmäßigen Bestand der bis auf hundert Mitglieder herabgesunkenen Nationalversammlung. 
Ich für meine Person erkenne an, dass der Nationalversammlung zusteht, ihre Geschäftsordnung hinsichtlich der Beschlussfähigkeit der Versammlung abzuändern 
und nach und nach selbst bis auf drei Mitglieder herabzusetzen. Aber wenn es sich um die Anerkennung der Beschlüsse einer solchen Versammlung handelt, s
o muß man nach meiner Überzeugung einen andern als den bloss juristischen Maßstab anlegen »
2. ↑  « dass die württembergische Regierung sich in der Lage befindet, 
das Tagen der hierher übersiedelten Nationalversammlung und das Schalten der von ihr am 6. dieses Monats gewählten Reichsregentschaft in Stuttgart und Württemberg nicht mehr länger dulden zu können. »